# 62. п. н. е.

## Догађаји
- Битка код Писторије

## Рођења
- Птолемеј XIII Теос Филопатор, египатски фараон (у. 47. п. н. е.)

## Смрти
- Луције Сергије Катилина, римски политичар (р. 108. п. н. е.)